# Ка Бе Се
„Ка Бе Се Груп“ (на нидерландски: KBC Groep) е белгийска банкова и застрахователна група, която е сред най-големите компании в страната. Специализирана е в обслужването на частни клиенти и малки и средни компании в Белгия, Ирландия, Централна Европа и Югоизточна Азия.
Образувана е през 1998 г. със сливането на банките Кредиетбанк и СЕРА Банк със застрахователната компания А Бе Бе. Групата се контролира от синдикат от основни акционери, като 47% от акциите ѝ се търгуват свободно на борсата Евронекст.
През август 2007 година Ка Бе Се купува 80,5% от българската застрахователна компания ДЗИ, а през септември същата година – и търговската банка Сибанк. От юни 2017 г. ОББ също става собственост на Ка Бе Се, като я купува от Националната банка на Гърция за общата сума от 610 милиона евро. През 2018 г. ОББ и Сибанк се сливат, под егидата на Ка Бе Се.
„Ка Бе Се Груп“ е пряка майчинска компания на:
- Ка Бе Се Банк Ен Ве
- Ка Бе Се Иншурънс Ен Ве

Всички други компании от „Ка Бе Се Груп“ (около 30) са пряко или косвено техни подразделения.
Разполагайки с пазарен капитал от порядъка на 35 млрд. евро, Ка Бе Се е една от най-големите компании в Белгия и една от водещите финансови групи в Европа. Нейните близо 40 000 служители обслужват около 11 млн. клиенти.